# Aaron Bean
Aaron Paul Bean (Fernandina Beach, 25 gennaio 1967) è un politico statunitense, membro della Camera dei Rappresentanti per lo stato della Florida dal 2023.

## Biografia
Nato e cresciuto in Florida, si laureò presso la Jacksonville University e intraprese la professione di imprenditore.
Entrato in politica con il Partito Repubblicano, sul finire degli anni novanta fu eletto commissario cittadino e sindaco di Fernandina Beach.
Nel 2000 venne eletto all'interno della Camera dei rappresentanti della Florida, la camera bassa della legislatura statale, dove rimase per i successivi otto anni. Nel 2012 fu eletto alla camera alta, il Senato della Florida, sconfiggendo la democratica Nancy Soderberg, diplomatica e collaboratrice di Bill Clinton. Occupò il seggio per dieci anni, rivestendo il ruolo di Presidente pro-tempore dell'assemblea negli ultimi due anni, finché nel 2022 si candidò alla Camera dei Rappresentanti nazionale per un distretto congressuale che era stato riconfigurato. Dopo essersi aggiudicato le primarie repubblicane, Bean vinse anche le elezioni generali, divenendo deputato.